# Dizionario del pensiero forte
Il Dizionario del pensiero forte è un'iniziativa dell'Istituto per la Dottrina e l'Informazione Sociale (IDIS), associazione senza fini di lucro, che ha come scopo promuovere lo studio e la propagazione della Dottrina Sociale proposta dal Magistero della Chiesa cattolica.
Dal 1996 l'IDIS promuove l'iniziativa editoriale del Dizionario. Questo offre, per ogni voce, elementi di definizione e di storia, e una prima bibliografia per l'approfondimento.
L'espressione pensiero forte proviene da due saggi di Giovanni Cantoni, entrambi intitolati Dottrina Sociale della Chiesa, e si contrappone alle filosofie del pensiero debole, come il pensiero di Gianni Vattimo. Il pensiero forte vuole offrire certezze in un'epoca che considera segnata dal tramonto della metafisica e dal diffondersi del relativismo, soprattutto del relativismo etico.
Nel 1997 l'editrice Cristianità di Piacenza ha pubblicato le prime voci nel volume Voci per un "Dizionario del Pensiero Forte", a cura di Giovanni Cantoni; la presentazione è di Gennaro Malgieri..
Settimanalmente una voce del Dizionario è stata pubblicata sul quotidiano Secolo d'Italia.